# Dasylirion lucidum
Dasylirion lucidum es una planta que parece una palma y que crece en zonas desérticas del norte de México de donde es endémica. Su nombre común es sotol, nombre que también se da a otras especies de este género y del género Nolina y también a una bebida. La palabra sotol  o zotol viene del vocablo náhuatl tzotollin y significa "el dulce de la cabeza", que fue utilizado por varias culturas, entre ellas los anasazis, los tarahumaras, los tobosos y los apaches desde el año 205 d. C. y el nombre aún se mantiene. La palabra Dasylirion proviene del griego “dasys “y significa "rugosa o despeinado", y “leirion “ que significa "lirio". Tiene otros nombres comunes como sotolín, tehuizote, y cucharilla entre otros.

## Descripción
Plantas rosetófilas, de hasta 1.5 m de alto. Tiene tallos frecuentemente reclinados, ocasionalmente ramificados en el ápice, en el que pueden crecerle varias rosetas. Hojas que se mantienen en su sitio, después de madurar, no son caedizas, espiraladas, distantes entre sí, con entrenudos alargados, de color verde-amarillentas;  láminas de 45 a 80 cm largo, 1.a 2 cm ancho, largas y estrechas, la base de 5 a 11 cm largo y 5 a 8.0 cm ancho, amarillenta, ocasionalmente engrosada, ápice agudo, fibroso, con fibras 3 a 6 cm largo, margen dentado, dientes 0.5 a 2 mm largo, pelos dirigidos hacia el ápice, generalmente pardo-rojizos u ocasionalmente amarillos, haz y envés lisos, lustrosos.
Las inflorescencias tienen de 2 a 4m de alto, con 1.5 a 2.5 cm de diámetro en la base, agrupadas en inflorescencias cimosa muy contraída; con brácteas de 7 a 25 cm largo, y 2 a 4 cm ancho, las basales lanceoladas, ápice encorvado hacia adentro, terminando en fibras largas, las intermedias 4 a13 cm largo y de 2 a 2.5 cm ancho, ovado-lanceoladas, ápice gradualmente terminado en punta, las apicales  de 3 a 9 cm largo  y de 0.5 a 2.5  cm  ancho, ancho en la base, ápice  gradualmente terminado en punta, fascículos masculinos con 5 ramas cortas, 3 a 5.0 cm largo, los femeninos de 3 a 5 ramas y de 4 a 12.0 cm de largo. Las flores masculinas con pedicelos de aproximadamente 1 mm largo, 2 a 3 tépalos de 1.5 a 2 cm ancho, con la parte más ancha hacia el extremo en forma de espátula, encorvados hacia la parte superior, de color amarillo; las flores femeninas con pedicelos 1 a 1.5 mm largo, articulados, tépalos 2 a 2.4 mm largo y 1 a 1.5 mm ancho, están ensanchadas en la parte superior, y son de color blanco-amarillento.
Los frutos vienen en cápsulas  de 5 a 8.0 mm largo y 3 a 5.5  mm ancho, de forma elipsoidal o enanchados en la base, de color blanco-amarillenta, lustrosas, en ocasiones con tintes rojizos, y presentan alas de 7 a 8.0 mm largo y 1 mm ancho. Finalmente las semillas miden 3 mm largo y 2 mm de ancho, ovadas, pardas o pardo-rojizas. Esta especie de sotol florece de mayo a junio y fructifica de abril a noviembre.

## Distribución
D. lucidum es una especie endémica de México; se localiza solo en los estados de Oaxaca y Puebla, endémica del valle de Tehuacán-Cuicatlán.

## Hábitat
Se desarrolla en comunidades  de matorral xerófilo, cuya vegetación es dominada por arbustos cuya altura puede alcanzar hasta los 4 m, el clima es seco, con lluvias escasas y de marcada estacionalidad, con temperaturas que fluctúan entre los 12 y 24 °C.  Generalmente se encuentra en suelos de origen calcáreo y somero; se puede encontrar en elevaciones desde los 1500 a 2300 m.

## Usos
Las especies del género Dasylirion, en general conocidas principalmente como sotoles, han sido utilizadas desde hace siglos por diversas culturas de Norteamérica para la elaboración tradicional de una bebida alcohólica que cuenta con una graduación alcohólica que tiene entre los 35° y 55° grados. También se ha utilizado para la elaboración de medicinas y como fibra para tejidos.

## Estado de conservación
Es una especie que no se encuentra bajo alguna categoría de protección  en México, de acuerdo a la NOM-059- ECOL- SEMARNAT- 2010. Tampoco es una especie bajo alguna categoría de protección de la UICN.